# Александар Раилић
Александар Раилић (Дервента, 22. октобар 1979) бивши је српски и босанскохерцеговачки фудбалер. Након завршетка играчке каријере, постао је фудбалски судија.

## Каријера
Прве фудбалске кораке направио је у родном граду Дервенти, у екипи Текстилца, где су му као јуниору предвиђали успешну каријеру. За сениорски састав дебитовао је са 16 година и од тада је био присутан на фудбалским теренима. Својеврсни раритет је тај што је наступао у свим ранговима фудбалских такмичења у Републици Српској. Играо је за неколико премијерлигаша Босне и Херцеговине. Наступао је за сарајевског Жељезничара, Радника из Бијељине, мостарског Вележа и бањалучког Борца.
Са екипом Модриче Максиме, успео је да се пласира у премијерлигашко друштво и да освоји Куп Босне и Херцеговине 2004. године. Освојио је један Куп Републике Српске, опет са екипом Модриче Максиме у сезони 2006/07.
Упоредо са фудбалом Раилић није занемарио ни школовање, а стекао је звање професора спорта и физичке културе. Након завршетка играчке каријере стекао је звање савезног фудбалског судије. Судио је у свим ранговима фудбалских такмичења у Републици Српској.
Живи и ради Бања Луци, ожењен је и има двиje кћеркe.

## Трофеји

### Клуб
Модрича
- Освајач Купа БиХ: 1

2003/04.
- Освајач Купа Републике Српске: 1

2006/07.